# Edith Helm
Edith Helm (née le 29 avril 1935, décédée à Chandler, Oklahoma, le 4 avril 2011) est la plus ancienne greffée du rein au monde. Elle fut la première à mener une grossesse à terme, deux ans après avoir reçu un rein de sa sœur jumelle, Wanda Foster, en 1956. Elles furent opérées par le Dr. Joseph Murray qui devint prix Nobel de médecine en 1990.